# Chloroclystis breyniae
Chloroclystis breyniae là một loài bướm đêm trong họ Geometridae.